# Kanton Warburg
Der Kanton Warburg war von 1807 bis 1813 eine Verwaltungseinheit im Distrikt Höxter des Departement der Fulda im napoleonischen Königreich Westphalen.  Hauptort des Kantons und Sitz des Friedensgerichts war die Stadt Warburg im heutigen Kreis Höxter. Der Kanton umfasste neben der Stadt Warburg acht Gemeinden. Er war bewohnt von 5994 Einwohnern und hatte 1059 Feuerstellen (Wohneinheiten) auf einer Fläche von 1,78 Quadratmeilen. Das dürften umgerechnet auf heutige Werte rd. 100 km² entsprechen.
Die Stadt Warburg selbst hatte 410 Häuser und 2,011 Einwohner.
Zum Kanton gehörten die Gemeinden
- Warburg (Stadt)
- Bonenburg
- Dössel mit dem Haus Riepen
- Hohenwepel
- Menne
- Nörde
- Ossendorf
- Rimbeck mit dem Kloster Hardehausen und
- Scherfede.

Alle Gemeinden hatten bis 1803 zum Hochstift Paderborn und anschließend bis 1807 zu Preußen gehört. 1813 fiel der Kanton an Preußen zurück und bestand in diesem als Verwaltungsbezirk fort. Die ehemals paderbornischen Gemeinden Calenberg, Dalheim, Germete, Herlinghausen, Welda und Wormeln, die von 1807 bis 1813 zum Distrikt Kassel gehörten, wurden ebenfalls in den Kanton eingegliedert, der 1816 dem neuen Kreis Warburg zugeteilt wurde.